# 透明质酸酶
透明质酸酶（英语：Hyaluronidase，缩写：HAase）也称玻璃酸酶，是催化玻尿酸（Hyaluronic acid，HA）降解的酶家族。Karl Meyer于1971年将这些酶根据酶反应产物分为三个不同的组。透明质酸酶的三种主要类型是两类真核内切糖苷酶水解酶和一类原核裂解酶型糖苷酶。
在人类中有六种透明质酸酶，其中五种是功能性透明质酸酶，即HYAL1、HYAL2、HYAL3、HYAL4和HYAL5（也称为SPAM1或PH-20）；第六种是一个假基因，HYAL6（也称为HYALP1）。HYAL1至HYAL3的基因都集中在3号染色体上，而HYAL4至HYAL6的基因则集中在7号染色体上。HYAL1和HYAL2是大多数组织中主要的透明质酸酶。GPI锚定的HYAL2负责裂解主要与CD44受体结合的高分子量HA。所产生的大小不一的HA片段在被内化到内溶酶体后被HYAL1进一步水解，这会产生HA寡糖。
透明质酸酶是一种酶促药物，根据其酶促机制它被分类为透明质酸葡萄糖苷酶家族（Hyaluronoglucosidases，EC 3.2.1.35），可裂解N-乙酰葡糖胺和葡萄糖醛酸之间的 (1->4)-键。另外，透明质酸酶这个术语也可以指透明质酸葡糖醛酸酶（Hyaluronoglucuronidases，EC 3.2.1.36），可裂解 (1->3)-键。除此之外，细菌透明质酸裂解酶（Bacterial hyaluronate lyases，EC 4.2.2.1）也可称为透明质酸酶，尽管这种情况并不常见。

## 作为药物使用

### 医疗用途
透明质酸酶催化HA（细胞外基质的一种成分）的水解，导致HA的粘度降低，从而增加组织通透性。因此，它在医学上通常与其他药物一起使用，这样可以加速药物的分散和输送。透明质酸酶常见的应用是在眼科手术，与局部麻醉剂一起使用。它还能提高通过皮下注射给药的肠外液的吸收率，并且是皮下肾盂造影的辅助工具，以改善不透射线制剂的吸收。透明质酸酶还可用于高渗溶液的外渗。此外，透明質酸酶是一種被推薦的解毒劑，用於长春花生物碱過量或外滲。
注射透明质酸酶可以溶解透明质酸类皮肤填充物，是寻求溶解唇部填充物或处理相关并发症的患者的最佳治疗选择。 Patrick Treacy被认为是世界上第一批在这些类型的皮肤填充物引起的血管闭塞期间使用透明质酸酶的医生之一，并为其使用建立了协议。

### 纯化和重组透明质酸酶
有四种不同的纯化透明质酸酶已被批准在美国使用，其中三种是来源于动物的，而一种是重组的。在皮下肾盂造影术中，它们被用作皮下输液的辅助剂，以实现水合作用，增加其他注射药物的分散和吸收，或改善不透射线药物的再吸收。
这三种天然来源的透明质酸酶是从睾丸制剂中获得的人类HYAL5的同源物。它们以商品名Vitrase（源自绵羊，FDA于2004年5月批准）、Amphadase（源自牛，FDA于2004年10月批准）和Hydase（源自牛，FDA于2005年10月批准）出售。
重组人透明质酸酶（Hylenex）于2005年12月获准在美国使用，它相当于人类HYAL5的可溶性片段，由含有编码该酶的DNA质粒的基因工程中国仓鼠卵巢细胞（CHO）在培养物中产生。

### 组合疗法
一种重组人透明质酸酶试剂盒，HyQvia，于2013年5月获准在欧盟使用，并于2014年9月在获准在美国使用。它是一个双瓶单元，包含一瓶10%的抗体输液（人）和一瓶重组人透明质酸酶。它是一种含有重组人透明质酸酶的抗体，在美国适用于治疗成人原发性免疫缺陷症。这包括但不限于常见的变异型免疫缺陷、X-连锁无丙种球蛋白血症、先天性丙种球蛋白血症、维斯科特·奥尔德里奇综合征和严重联合免疫缺陷。
在欧盟，它被指定为成人、儿童和青少年（0-18岁）的替代疗法：
- 抗体产生受损的原发性免疫缺陷综合征。[24]
- 慢性淋巴细胞白血病（CLL）患者的低丙种球蛋白血症和复发性细菌感染，其中预防性抗生素无效或有禁忌症。[24]
- 多发性骨髓瘤（MM）患者的低丙种球蛋白血症和复发性细菌感染。[24]
- 同种异体骨髓移植前后患者的低丙种球蛋白血症。[24]

使用Hylenex的皮下注射免疫球蛋白（SCIG）会使SCIG的注射量远远大于通常可能的皮下注射。这提供了一种可以按月来注射的SCIG形式，比其他形式的SCIG允许的时间更长。使用HyQvia的全身不良反应率高于传统的SCIG，但低于静脉注射免疫球蛋白（IVIG）患者的典型不良反应。它也用于硬膜外粘连松解术以进行疼痛管理。
在美国，透明质酸酶可用于一些固定剂量组合药物产品，例如：利妥昔单抗/透明质酸酶（Rituxan Hycela）、曲妥珠单抗/透明质酸酶-oysk（Herceptin Hylecta）、达雷妥尤单抗/透明质酸酶-fihj（Darzalex Faspro）和帕妥珠单抗/曲妥珠单抗/透明质酸酶-zzxf（Phesgo）。
2021年7月，FDA批准了达雷妥尤单抗/透明质酸酶-fihj与泊马度胺/地塞米松联合用于治疗成人多发性骨髓瘤。这些患者之前至少接受过一线治疗，包括来那度胺和蛋白酶体抑制剂。

## 在癌症中的作用
由于观察出的结果相互矛盾，透明质酸酶在癌症中的作用历来存在争议，即透明质酸酶（HYAL1/2）的水平在一些癌症中（结直肠癌、膀胱癌、前列腺癌、乳腺癌和脑癌）增加，然而，HYAL1的低表达则与胰腺癌患者的生存率下降相关联。这种明显相互矛盾的原因是HA的积累（由于透明质酸合成酶（HAS）水平的增加和HYAL水平的降低），以及高HYAL水平将HA降解为HA寡糖，都会导致肿瘤恶性程度的增加。
HA和透明质酸酶的组织表达升高证实了HA-HAase尿液检测对膀胱癌的有效性。有限的数据支持溶酶体透明质酸酶在恶性转移中的作用，而其他数据则支持其在肿瘤抑制中的作用。其他研究表明，没有独立于酶活性的贡献或影响。非特异性抑制剂（芹菜素、硫酸化糖胺聚糖）或粗酶提取物已被用于测试大多数假设，这使数据变得难以解释。有人假设，通过帮助降解肿瘤周围的细胞外基质，透明质酸酶帮助癌细胞从原发性肿瘤块中逃脱。然而，研究表明，从肿瘤中去除HA能防止肿瘤入侵。透明质酸酶也被认为在血管生成过程中发挥作用，尽管大多数透明质酸酶制剂被大量的血管生成生长因子所污染。

## 在发病机理中的作用
有一些细菌，例如金黄色葡萄球菌、化脓性链球菌和产气荚膜梭菌，会产生透明质酸酶并使用HA作为碳源。通常推测链球菌和葡萄球菌病原体利用透明质酸酶作为毒力因子，破坏将动物细胞固定在一起的多糖，使病原体更容易通过宿主生物体的组织传播，但没有有效的实验数据来支持这一假设。
透明质酸酶存在于某些蜥蜴、蛇以及蜜蜂的毒液中，它们被称为“传播因子”，并具有类似于细菌透明质酸酶的功能。

## 在免疫反应中的作用
白细胞产生透明质酸酶，以便更容易通过结缔组织进入感染部位。

## 在受精中的作用
在哺乳动物的受精过程中，精子到达卵子后精子顶体会释放透明质酸酶，通过消化放射冠中的HA，从而实现受孕。基因靶向研究表明，PH20等透明质酸酶并不是受精所必需的，尽管外源性HA可以破坏卵丘基质。
大多数哺乳动物的卵子被一层颗粒细胞所覆盖，这些颗粒细胞交织在含有高浓度HA的细胞外基质中。当获能的精子到达卵子时，它能够在精子表面存在的透明质酸酶的帮助下穿透这层颗粒细胞。一旦发生这种情况，精子就能够与透明带结合。